# شهرستان الحشوه
ناحیهٔ الحشوة (به عربی: مدیریة الحشوة) یک ناحیه در یمن است که در استان صعده واقع شده‌است.

## خصوصیات
ناحیهٔ الحشوة ۱۴٬۲۷۴ نفر جمعیت دارد.